# うたごえはミルフィーユ
『うたごえはミルフィーユ』は、「アカペラ」「女子高生」「コンプレックス」をテーマにした、女性声優による音楽プロジェクト。略称は「うたミル」。2022年4月にプロジェクトが始動し、2025年7月よりテレビアニメが放送中。

## 企画
6人の女子高生が自身のコンプレックスと向き合い、克服して成長する物語を描くオーディオドラマと、演者の声優たちがア・カペラの歌唱の鍛錬を積み成長していく様子を映したミュージック・ビデオで構成される。
数多くの声優アーティストを輩出するポニーキャニオンと、ゲームクリエイターの山中拓也による共同原作で、キャラクターデザインはチェリ子が担当する。2022年4月には、『ガーネット』（原曲：奥華子）のアカペラカバーのミュージックビデオを公開した。
プロジェクト始動から1年間で発表したミュージックビデオ4作品はいずれも10万再生を突破。2023年6月17日に開かれたイベントにおいて、アニメーション制作とセカンドシングルの制作が発表された。

## あらすじ
高校一年生の小牧嬉歌は、歌うことが大好きだが極度の人見知り。軽音部に入部しようとしたが、尻込みして入部届を出せずにいた。挙動不審ぶりが生徒たちの話題になる中、2年生の部長・古城愛莉からアカペラ部の誘いを受ける。個性豊かな仲間とともに、きらきら輝いていなくても声と声でつながる青春の日々を送る。

## 登場人物

### 手鞠沢高校アカペラ部
小牧 嬉歌（こまき うた）
声 - 綾瀬未来
ニックネーム：ウタ / パート：リードボーカル / 身長：155cm / 誕生日：4月24日 / すきなもの：日めくりカレンダー
本作の主人公。手鞠沢高校1年3組。歌うことは大好きだが、極度の人見知りで内弁慶、そのうえヘタレでチキンな性格でありながら、無自覚に偏見に満ちた暴言を吐く。高校デビューするために軽音部に入ろうとするが、アイリからアカペラ部に誘われて入部する。
音感に優れたタイプではないが、コーラスの空気感を繊細に読み合わせる力を持っており、リードボーカルとしての存在感はそこそこある。その能力は勉強にも生かされ、中間テストで学年一桁の順位を誇る。
繭森 結（まゆもり むすぶ）
声 - 夏吉ゆうこ
ニックネーム：ムスブ / パート：1stコーラス / 身長：156cm / 誕生日：10月27日 / すきなもの：喉にシュッシュするスプレー
手鞠沢高校1年2組。声楽の道を志している。超ストイックで天才肌。周囲にも高いレベルを求めてしまい、トラブルを起こしがち。イメージに反して学力は低く、赤点を回避するのに苦労する。
ほぼ素人ながらリードボーカルに指名にされたウタにライバル心を抱きつつも、上手いだけでは成立しない“アカペラ”という音楽に向き合っている。
古城 愛莉（こじょう あいり）
声 - 須藤叶希
ニックネーム：アイリ / パート：2ndコーラス / 身長：163cm / 誕生日：9月18日 / すきなもの：過剰なサプライズ
手鞠沢高校2年3組。アカペラ部部長。幼馴染のレイレイと共にアカペラ部を設立。柔らかな雰囲気で常に微笑みを絶やさない。只者でないコミュニケーション能力の持ち主だが、個人的趣味で校内にフリーWi-Fiを設置しており、それを知った後輩たちをドン引きさせている。人と人との繋がりを感じられるアカペラに魅力を感じている。
ピアノ歴が長く、部活で使う譜面をすべて作っている。柔らかく透明なコーラス向きの声質。リードボーカルは極力やりたがらない。
近衛 玲音（このえ れい）
声 - 松岡美里
ニックネーム：レイレイ / パート：3rdコーラス / 身長：167cm / 誕生日：1月27日 / すきなもの：らしくないこと
手鞠沢高校2年3組。アカペラ部副部長。幼馴染のアイリに付き合ってアカペラ部を設立。自他共に認めるアイリ信者。あらゆる面で高スペックで女子人気が高く、王子様のような扱いを受けている。
器用なボーカリストで、全体のバランスを見ながら調整することができる。他パートを活かす演奏を心がけている。中低音域が得意でベースを担当していたこともある。
宮崎 閏（みやざき うるう）
声 - 花井美春
ニックネーム：ウルル / パート：ボイスパーカッション / 身長：153cm / 誕生日：2月28日 / すきなもの：マンドリルの鼻周り
手鞠沢高校1年2組。派手好きで目立ちたがり屋、MeTuberとして成り上がる夢がある。飽きっぽく適当な性格だが、ポジティブな言葉回しと陽気な性格でムードメーカー的存在。
MeTubeの再生数を稼ぐためにボイパの真似事を始める。アカペラ部で本格的にボイスパーカッションを学び、リズム隊の本質に触れる。これをきっかけに自身の性格とも向き合うことに。
熊井 弥子（くまい やこ）
声 - 相川遥花
ニックネーム：クマちゃん / パート：ベース / 身長：149cm / 誕生日：6月2日 / すきなもの：茹でた蟹
手鞠沢高校1年3組。物静かな性格で、クラスメイトの誰も喋っているところを見たことがなかったほど。見た目からは想像がつかないほどの低音の持ち主で、それがコンプレックス。
自らのコンプレックスであった低音が、アカペラでは皆のハーモニーを支えることができる絶対的な武器となるに喜びを感じ、少しずつ自分の声と向き合い始める。

### Parabola
プレイヤー兼プロデューサーの藤代聖が、技術・ルックス・キャラクターを精査し、自身でスカウトした大学オールスターメンバーの最強バンド。
藤代 聖（ふじしろ みずき）
声 - 小泉萌香
ニックネーム：ミズキ / パート：リードボーカル＆3rdコーラス / 身長：161cm / 誕生日：3月17日 / すきなもの：将来性のある若者
東皇大学3年生。経済学部所属。大学アカペラ界の頂点「Parabola」の絶対的リーダー。プレイヤーとしての技術に加え、プロデューサーとしての才能もある。アカペラ・Parabolaへの熱意が強すぎるため、そのやり方やスタンスには敵は多く、メンバーからもあまりの強引さに顰蹙を買うことも。
アイリとレイレイが中学生だった頃に素養アリと目をつけ、アカペラの経験を積ませた張本人。
ゾーイ・デルニ（ぞーい・でるに）
声 - 亜咲花
ニックネーム：ゾイ / パート：リードボーカル＆1stコーラス / 身長：169cm / 誕生日：10月11日 / すきなもの：焼きおにぎり
東皇大学3年生。教養学部所属。外国人学生として在籍。語学に精通しており、アメリカ人の見た目でネイティブな日本語を話す。自己肯定感が高く、カラッとした性格。コミュニケーション強者で交友関係も広い。ミズキが各地で起こす対人関係のトラブルに対してもフォローする役回り。
圧倒的なパワーのあるハイトーンでボーカリストとしての存在感は随一。ミズキもこのハイトーンは音楽業界に対しての名刺代わりの一矢として絶大な信頼を寄せている。
仙石 喜歌（せんごく きっか）
声 - 東山奈央
ニックネーム：キッカ / パート：リードボーカル＆2ndコーラス / 身長：159cm / 誕生日：6月10日 / すきなもの：四柱推命
早乙女大学2年生。スポーツ科学部所属。超楽天家で美容と占いとカフェと友達が好き。楽しいことはやる・つまらないことはやらないというシンプルな哲学の持ち主で基本的にはヘラヘラとした笑顔でいる。アカペラとは何気なく出会ったが、気づけば大学アカペラ界隈で注目される存在になっていた。
常に笑っているよう歌声で、聴いた者の口角を上げる不思議な魔力を持っている。ミズキは「技術は勿論のこと、代えがたい華がある」と高く評価している。
環木 鈴蘭（たまき れいら）
声 - 青山吉能
ニックネーム：タマ / パート：1st-3rdコーラス / 身長：164cm / 誕生日：4月12日 / すきなもの：自分
武海野音楽大学3年生。音楽学部所属。Parabolaのアレンジャー担当。承認欲求の怪物。卓越したルックスとファッションセンスでインフルエンサーとしても活躍中。普段はドライでリアリストな性格だが、ファンへの対応は超甘口で、その激しい二面性はParabolaの名物でもある。
長い音楽経験から高いコーラス技術を持つ。アレンジセンスが非常に高く、3人の強烈なボーカリストを持つParabolaの魅力を活かすため、代わる代わるリードが入れ替わるテクニカルな構成は彼女の技術によるもの。
南 佳凛（みなみ かりん）
声 - KIYOZO
ニックネーム：カリン / パート：ボイスパーカッション / 身長：155cm / 誕生日：12月10日 / すきなもの：ビートボックス
東皇藝術大学2年生。音楽学部所属。MeTubeで人気沸騰中のビートボクサー。フィメールビートボクサーのトップとも称される実力を持っている。パフォーマンスは派手だが、本人はシャイで無口。メンバーとも基本的にはメッセージでやりとりをしている。マスクで口元を隠しているため、クールな人間だと思われがち。
ソロで活動していたためアカペラバンドは未経験だったが、ミズキからの猛烈なアプローチを受け、Parabolaに参加。今は皆でアカペラをやるのがとても楽しい。

### その他
井口紗弥香（いぐち さやか）
声 - 佐伯伊織
手鞠沢高校の生徒。軽音部所属。
ウタの母
声 - 新谷真弓
ちいさな洋食店を経営している。
ムスブの母
声 - 名塚佳織
有名な声楽家。

## ディスコグラフィ

### シングル
|                           | 発売日         | タイトル     | 規格品番 | 収録曲 | 備考                   |
| ------------------------- | -------------- | ------------ | --- | --- | ---------------------- |
| 1st                       | 2023年3月8日   | SINGING      | PCCG-02228 | 1. SINGING -アカペラアレンジver.- 2. うたごえハイシックス 3. SINGING 4. SINGING（Instrumental） 5. うたごえハイシックス（Instrumental）  |                        |
| 2nd                       | 2023年11月22日 | POPPIN' TIME | PCCG-70526 | 1. POPPIN' TIME 2. 飾りじゃないのよ涙は -アカペラアレンジver.- 3. POPPIN' TIME（No Lead Vocal） 4. 飾りじゃないのよ涙は（No Lead Vocal） |                        |
| 3rd                       | 2024年4月3日   | TREASURE     | PCCG-70537 | 1. TREASURE 2. 透明人間 -アカペラアレンジver.- 3. TREASURE（No Lead Vocal） 4. 透明人間 -アカペラアレンジver.-（No Lead Vocal）          |                        |
| 4th                       | 2024年9月18日  | MY WAY       | PCCG-70542 | 1. MY WAY 2. アイドル -アカペラアレンジver.- 3. MY WAY（No Lead Vocal） 4. アイドル -アカペラアレンジver.-（No Lead Vocal）              |                        |
| 5th                       | 2025年1月22日  | STARLIGHT    | PCCG-70545 | 1. STARLIGHT 2. プラチナ -アカペラアレンジver.- 3. STARLIGHT（No Lead Vocal） 4. プラチナ -アカペラアレンジver.-（No Lead Vocal）        |                        |
|                           | 2025年7月23日  | 思い出話     | PCCG-70550 （通常盤） | 1. 思い出話 2. 思い出話（No Lead Vocal）                                                                                                 | TVアニメ主題歌シングル |
| PCCG-02451 （初回限定盤） | 2025年7月23日  | 思い出話     | 1. 思い出話 2. ガーネット -アカペラアレンジver.- 3. 夢見る 15歳 -アカペラアレンジver.- 4. 世界は恋に落ちている -アカペラアレンジver.- 5. 思い出話（No Lead Vocal） 6. ガーネット -アカペラアレンジver.-（No Lead Vocal） 7. 夢見る 15歳 -アカペラアレンジver.-（No Lead Vocal） 8. 世界は恋に落ちている -アカペラアレンジver.-（No Lead Vocal） | | TVアニメ主題歌シングル |

|     | 発売日            | タイトル       | 規格品番   | 収録曲 |
| --- | ----------------- | -------------- | ---------- | --- |
| 1st | 2024年11月20日    | BRAIN HACK     | PCCG-70543 | 1. BRAIN HACK 2. 勇者 -アカペラアレンジver.- 3. BRAIN HACK（No Lead Vocal） 4. 勇者 -アカペラアレンジver.-（No Lead Vocal） |
| 2nd | 2025年9月24日予定 | Risky Business | PCCG-02469 | |

| 発売日        | タイトル                       | 規格品番   | 収録曲 | 備考              |
| ------------- | ------------------------------ | ---------- | --- | ----------------- |
| 2025年4月23日 | うたごえハイシックス/STAY GOLD | PCCG-70549 | 1. うたごえハイシックス -アカペラアレンジver.- 2. STAY GOLD 3. うたごえハイシックス -アカペラアレンジver.-（No Lead Vocal） 4. STAY GOLD（No Lead Vocal） | 3周年記念シングル |

### その他のCD
| 発売日         | タイトル                  | 歌                                               | 楽曲       | 備考                               |
| -------------- | ------------------------- | ------------------------------------------------ | ---------- | ---------------------------------- |
| 2023年11月22日 | CrosSing Collection vol.3 | 夏吉ゆうこ＆松岡美里 from うたごえはミルフィーユ | 「新時代」 | 『CrosSing - Music＆Voice-』関連曲 |

## テレビアニメ
2023年6月に製作を発表。2025年7月よりTOKYO MXほかにて放送中。

### スタッフ
- 原作 - ポニーキャニオン×山中拓也[12]
- 原作キャラクターデザイン - チェリ子[12]
- 総監督 - 佐藤卓哉[12]
- シリーズディレクター - 中嶋清人[12]
- シリーズ構成 - 山中拓也[12]
- キャラクターデザイン - 菊永千里、海保仁美[12]
- プロップデザイン - 白﨑詩織
- ビジュアルディレクター - 杉本光司
- 美術監督 - 荒井和浩[12]
- 色彩設計 - 藤井瞳[12]
- 撮影監督 - 則友邦仁、韓國主[12]
- 編集 - 後藤正浩[12]
- 音響監督 - 明田川仁[12]
- 音響効果 - 和田俊也
- 音響制作 - マジックカプセル
- 音楽 - 成田旬[12]
- 音楽制作 - ポニーキャニオン[12]
- 音楽プロデューサー - 松岡貴徳
- プロデューサー - 松岡貴徳、塩谷尚史、金子広孝、大森慎司
- アニメーションプロデューサー - 見﨑誠治
- アニメーション制作 - 寿門堂[12]
- 製作 - うたごえはミルフィーユ製作委員会

### 主題歌
「思い出話」
手鞠沢高校アカペラ部による主題歌。
「ガーネットーアカペラアレンジver.ー」
鞠沢高校アカペラ部による挿入歌。作詞・作曲は奥華子、編曲はmo2とtama。

### 各話リスト
| 話数  | サブタイトル             | 脚本     | 絵コンテ        | 演出          | 作画監督                                                                     | 総作画監督               | 初放送日       |
| ----- | ------------------------ | -------- | --------------- | ------------- | ---------------------------------------------------------------------------- | ------------------------ | -------------- |
| 第1話 | 軽音デビュー!?           | 山中拓也 | 大畑晃一 山岡実 | 陳蜂喩 羅竣天 | 上野沙弥佳 宮野健 菅原美智代 乘富梓 堤絵梨果                                 | 菊永千里 海保仁美        | 2025年 7月17日 |
| 第2話 | ウルルンTV               | 山中拓也 | 洪憲杓          | 陳蜂喩 謝立恒 | 上野沙弥佳 宮野健 菅原美智代 乘富梓 堤絵梨果 金璐浩 畠山元 山﨑輝彦          | 菊永千里 海保仁美        | 7月24日        |
| 第3話 | さいあくだ               | 山中拓也 | 中西伸彰 洪憲杓 | 金明根        | 上野沙弥佳 宮野健 菅原美智代 乘富梓 堤絵梨果 藤田真弓 金璐浩 畠山元 山﨑輝彦 | 菊永千里 海保仁美        | 7月31日        |
| 第4話 | 予感がしたから           | 山中拓也 | 洪憲杓          | 謝立恒 羅竣天 | 上野沙弥佳 宮野健 菅原美智代 乘富梓 堤絵梨果 畠山元                          | 菊永千里 海保仁美        | 8月7日         |
| 第5話 | 夏の始まりのカコフォニィ | 佐藤卓哉 | KEI             | 渡辺正彦      | 上野沙弥佳 宮野健 菅原美智代 乘富梓 堤絵梨果 藤田真弓 金璐浩                 | 菊永千里 海保仁美 畠山元 | 8月14日        |

### 放送局
| 放送期間        | 放送時間                     | 放送局   | 対象地域 | 備考                                        |
| --------------- | ---------------------------- | -------- | -------- | ------------------------------------------- |
| 2025年7月17日 - | 木曜 21:25 - 21:54           | TOKYO MX | 東京都   | 製作参加                                    |
| 2025年7月19日 - | 土曜 0:30 - 1:00（金曜深夜） | BSフジ   | 日本全域 | 製作参加 / BS/BS4K放送 / 『アニメギルド』枠 |

| 配信開始日    | 配信時間                   | 配信サイト                                                                                  | 備考           |
| ------------- | -------------------------- | ------------------------------------------------------------------------------------------- | -------------- |
| 2025年7月17日 | 木曜 22:30 更新            | ABEMA AnimeFesta バンダイチャンネル dアニメストア DMM TV FOD Hulu Lemino Prime Video U-NEXT | 見放題配信     |
|               |                            | バンダイチャンネル ニコニコチャンネル Prime Video Rakuten TV Video Market                   | 都度課金配信   |
|               |                            | ABEMA ニコニコ生放送 TVer U-NEXT                                                            | 最新話無料配信 |
| 2025年7月19日 | 土曜 0:00（金曜深夜） 更新 | J:COM STREAM 見放題 milplus Pontaパス TELASA                                                | 見放題配信     |
|               |                            | J:COM STREAM milplus TELASA                                                                 | 都度課金配信   |

### BD
| 巻 | 発売日             | 収録話         | 規格品番   |
| -- | ------------------ | -------------- | ---------- |
| 上 | 2025年9月24日予定  | 第1話 - 第5話  | PCXP-51210 |
| 下 | 2025年10月22日予定 | 第6話 - 第10話 | PCXP-51211 |

### サウンドトラック
| 発売日        | タイトル                                                   | 規格品番   |
| ------------- | ---------------------------------------------------------- | ---------- |
| 2025年8月20日 | アニメ「うたごえはミルフィーユ」オリジナルサウンドトラック | PCCG-02453 |

## ミュージックビデオ
| 公開日         | 曲名                                                    | アーティスト         |
| -------------- | ------------------------------------------------------- | -------------------- |
| 2022年4月28日  | ガーネット －アカペラアレンジver.－ - YouTube           | 手鞠沢高校アカペラ部 |
| 2022年9月3日   | 夢見る 15歳 －アカペラアレンジver.－ - YouTube          | 手鞠沢高校アカペラ部 |
| 2022年11月6日  | 世界は恋に落ちている －アカペラアレンジver.－ - YouTube | 手鞠沢高校アカペラ部 |
| 2023年3月8日   | SINGING －アカペラアレンジver.－ - YouTube              | 手鞠沢高校アカペラ部 |
| 2023年11月22日 | POPPIN' TIME - YouTube                                  | 手鞠沢高校アカペラ部 |
| 2023年11月23日 | 飾りじゃないのよ涙は －アカペラアレンジver.－ - YouTube | 手鞠沢高校アカペラ部 |
| 2023年11月26日 | うたごえハイシックス - YouTube                          | 手鞠沢高校アカペラ部 |
| 2024年4月3日   | TREASURE - YouTube                                      | 手鞠沢高校アカペラ部 |
| 2024年4月4日   | 透明人間 －アカペラアレンジver.－ - YouTube             | 手鞠沢高校アカペラ部 |
| 2024年9月18日  | MY WAY - YouTube                                        | 手鞠沢高校アカペラ部 |
| 2024年4月19日  | アイドル －アカペラアレンジver.－ - YouTube             | 手鞠沢高校アカペラ部 |
| 2024年11月20日 | BRAIN HACK - YouTube                                    | Parabola             |
| 2024年11月20日 | 勇者 －アカペラアレンジver.－ - YouTube                 | Parabola             |
| 2025年1月22日  | STARLIGHT - YouTube                                     | 手鞠沢高校アカペラ部 |
| 2025年1月23日  | プラチナ －アカペラアレンジver.－ - YouTube             | 手鞠沢高校アカペラ部 |
| 2025年4月23日  | うたごえハイシックス －アカペラアレンジver.－ - YouTube | 手鞠沢高校アカペラ部 |
| 2025年4月23日  | STAY GOLD - YouTube                                     | Parabola             |
| 2025年7月7日   | 思い出話 - YouTube                                      | 手鞠沢高校アカペラ部 |

### ユニットメンバー
1. ↑  小牧嬉歌（綾瀬未来）、繭森結（夏吉ゆうこ）、古城愛莉（須藤叶希）、近衛玲音（松岡美里）、宮崎閏（花井美春）、熊井弥子（相川遥花）